# Sidillà
Sidillà és un conjunt arqueològic i monumental situat sobre el turó del Puig Margodell, al municipi de Foixà (Baix Empordà). Està format per l'església de Sant Romà, pel poblat i per l'edifici de Sant Sebastià. Està situat a uns 3 km de Sant Llorenç de les Arenes (Foixà) i s'hi pot arribar per un camí veïnal que voreja el Ter, passada la presa de Colomers, a la dreta del camí, dalt del turó, mig amagat pels pins. També s'hi pot arribar des de Foixà o des de la carretera que va de Sant Llorenç de les Arenes a Foixà.
El nom del lloc deriva d'un antropònim llatí, escrit de diferents formes: Sidilianum, Siciliano, Ciziliano, Scidilan o Cidiliano.

## Història
El lloc de Sidillà s'esmenta per primera vegada en textos medievals de finals del segle x.
Els canvis del curs del Ter van provocar la formació d'importants sediments sorrencs (importants d'ençà el segle xii fins a principis del XIV), llavors l'arena començà a cobrir el poblat, i els habitants de Sidillà (en la seva fallida lluita contra la duna) es traslladaren a Sant Llorenç de les Arenes. A finals del segle xix es plantaren pins i matolls per fixar la duna.
Durant la dècada dels vuitanta del segle xx, s'hi van portar a terme unes primeres actuacions: l'església i el poblat es van desenterrar parcialment i es va fer una consolidació de la volta de l'església. Tot quedà abandonat fins al 2014, moment en què s'iniciaren els treballs de recuperació arquitectònica i arqueològica.

## Església de Sant Romà
De planta rectangular, amb una capçalera quadrangular, té una coberta amb volta de canó a la nau i a l'absis.

## El poblat

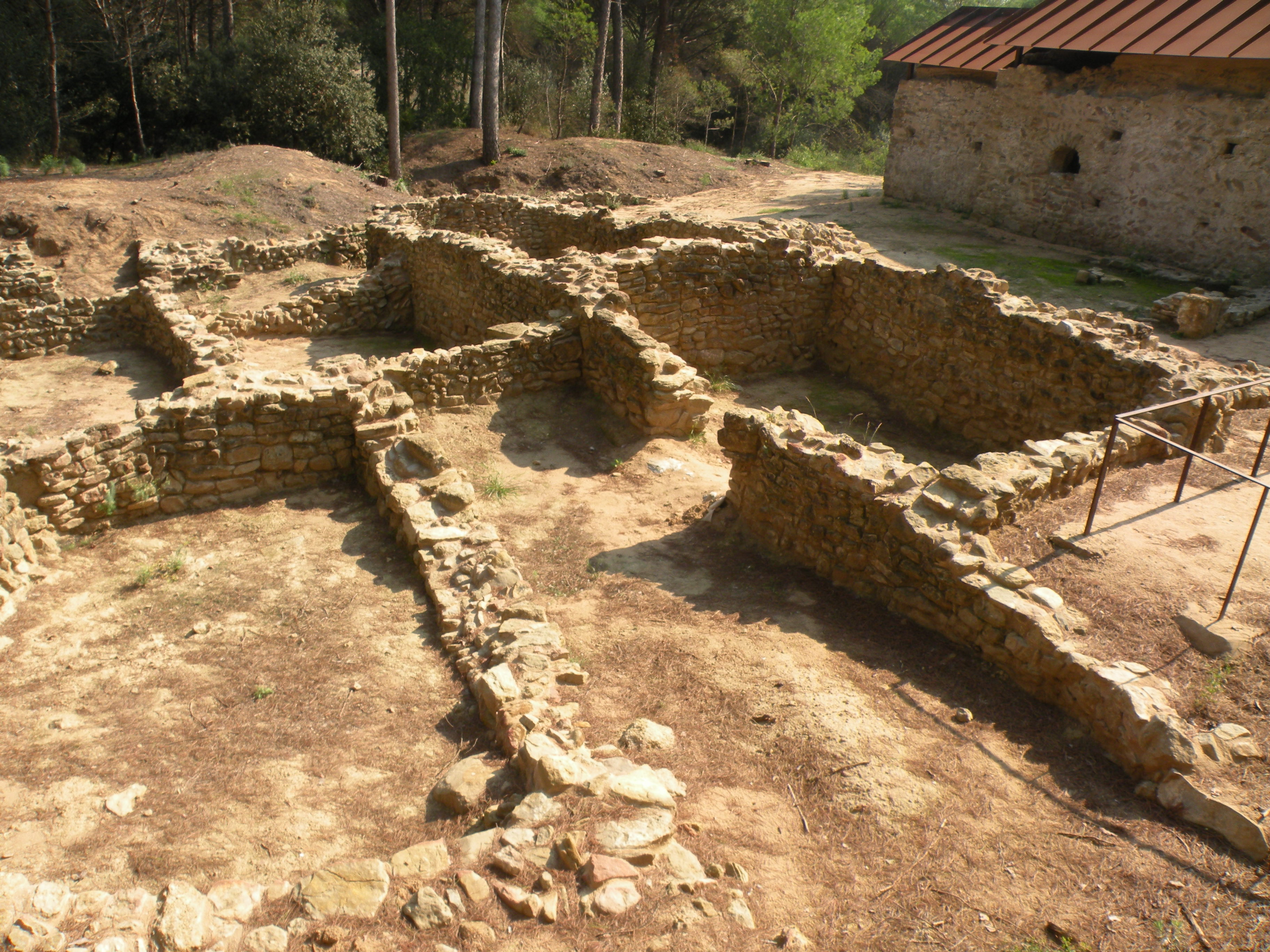
Poblat de Sidillà

Situat a la banda nord de l'església. Està format per una trama de quinze espais amb una superfície de 612m². Però de fet es desconeix l'extensió total, ja que de ben segur ocupava tot el Puig Margodell. Les habitacions són quasi sempre de planta rectangular (entre 10 i 20 m²) i estan construïdes directament sobre la roca natural amb murs que es conserven de fins a 2m d'alçada. Les estructures tenien una coberta vegetal.
S'hi ha trobat ceràmica domèstica, molt abundant la dels segles x i xi, escassa el XII i en cap cas posterior al XII.
S'han trobat una necròpolis al constat nord de l'església abans de la seva construcció.

## Edifici de Sant Sebastià
Situat al punt més estret del turó, delimita Sidillà pel nord. Es tracta d'un edifici de planta rectangular, amb dos espais rectangulars en sentit nord-sud, que devien estar coberts amb volta de canó. Posteriorment cadascun dels espais va ser dividit en dos.
L'aparició de tombes lligades amb la banqueta de la construcció al voltant de tot l'edifici, indica que l'edifici probablement havia tingut (en algun moment) una funció d'edifici funerari.